# ミハイル・カシヤノフ内閣
ミハイル・カシヤノフ内閣（Правительство Касьянова）は、2000年ロシア大統領選挙後のロシア連邦の政府。大統領に就任したウラジーミル・プーチン大統領によって2000年5月、首相に任命されたミハイル・カシヤノフ首相によって第1次ウラジーミル・プーチン内閣を引き継いで組閣され、約3年9ヶ月の間率いられた。
前内閣に引き続き、ゲルマン・グレフ、アレクセイ・クドリン、イーゴリ・シュワロフら6人が留任した。

## 閣僚
| 職名                       | 氏名 | 氏名                           | 任期                             | 備考           |
| -------------------------- | ---- | ------------------------------ | -------------------------------- | -------------- |
| 首相                       |      | ミハイル・カシヤノフ           | 2000年5月17日 - 2004年2月24日    |                |
| 首相代行                   |      | ヴィクトル・フリステンコ       | 2004年2月24日 - 2004年3月5日     |                |
| 内相                       |      | ウラジーミル・ルシャイロ       | 2000年5月19日 - 2001年3月28日    |                |
| 内相                       |      | ボリス・グルイズロフ           | 2001年3月28日 - 2003年12月29日   |                |
| 内相代行                   |      | ラシド・ヌルガリエフ           | 2003年12月29日 - 2004年3月9日    |                |
| 副首相                     |      | ヴィクトル・フリステンコ       | 2000年5月19日 - 2004年2月24日    |                |
| 副首相                     |      | イリヤ・クレバノフ             | 2000年5月19日 - 2002年2月18日    |                |
| 副首相                     |      | ワレンチナ・マトヴィエンコ     | 2000年5月19日 - 2003年3月11日    |                |
| 副首相兼財務相             |      | アレクセイ・クドリン           | 2000年5月19日 - 2004年3月9日     | 前内閣より留任 |
| 副首相兼農相               |      | アレクセイ・ゴルデーエフ       | 2000年5月19日 - 2004年3月9日     |                |
| 反独占企業政策・起業支援相 |      | イリヤ・ユジャノフ             | 2001年3月28日 - 2004年3月9日     |                |
| 原子力相                   |      | エフゲニー・アダモフ           | 2000年5月19日 - 2001年3月28日    |                |
| 原子力相                   |      | アレクサンドル・ルミャンツェフ | 2000年5月19日 - 2004年3月9日     |                |
| 非常事態相                 |      | セルゲイ・ショイグ             | 2000年5月18日 - 2004年3月9日     |                |
| マスメディア相             |      | ミハイル・レーシン             | 2000年5月19日 - 2004年3月9日     |                |
| 民族政策相                 |      | ウラジーミル・ゾーリン         | 2000年5月19日 - 2004年3月9日     |                |
| 外相                       |      | イーゴリ・イワノフ             | 2000年5月19日 - 2004年3月9日     |                |
| 国防相                     |      | イーゴリ・セルゲーエフ         | 2000年5月18日 - 2001年3月28日    |                |
| 国防相                     |      | セルゲイ・イワノフ             | 2001年3月28日 - 2004年3月9日     |                |
| 法相                       |      | ユーリ・チャイカ               | 2000年5月19日 - 2004年3月9日     |                |
| 保健・社会開発相           |      | ユーリ・シェフチェンコ         | 2000年5月19日 - 2004年3月9日     |                |
| 教育相                     |      | ウラジーミル・フィリッポフ     | 2000年5月19日 - 2004年3月9日     |                |
| 文化相                     |      | ミハイル・シュヴィドコイ       | 2000年5月19日 - 2004年3月9日     |                |
| 税務相                     |      | ゲンナジー・ブカエフ           | 2000年5月19日 - 2004年3月9日     | 前内閣より留任 |
| 天然資源・環境相           |      | ボリス・ヤツケヴィチ           | 2000年5月19日 - 2001年6月16日    |                |
| 天然資源・環境相           |      | ヴィタリー・アルチュホフ       | 2001年6月16日 - 2004年3月9日     |                |
| ロシア情報技術・通信相     |      | レオニード・レイマン           | 2000年5月19日 - 2004年3月9日     |                |
| 産業科学技術相             |      | アレクサンドル・ドンデュコフ   | 2000年5月19日 - \|2001年10月16日 | 前内閣より留任 |
| 産業科学技術相             |      | イリヤ・クレバノフ             | 2001年10月16日 - 2003年11月1日   |                |
| 産業科学技術相代行         |      | アンドレイ・フルセンコ         | 2003年11月6日 - 2004年3月9日     |                |
| 鉄道相                     |      | ニコライ・アクショネンコ       | 2000年5月19日 - 2002年1月3日     |                |
| 鉄道相                     |      | ゲンナジー・ファデーエフ       | 2002年1月4日 - 2003年9月22日     |                |
| 運輸相                     |      | セルゲイ・フランク             | 2000年5月19日 - 2004年3月9日     |                |
| 経済発展貿易相             |      | ゲルマン・グレフ               | 2000年5月19日 - 2004年3月9日     | 前内閣より留任 |
| エネルギー相               |      | アレクサンドル・ガヴリン       | 2000年5月19日 - 2001年2月5日     | 前内閣より留任 |
| エネルギー相               |      | イーゴリ・ユスフォフ           | 2001年6月16日 - 2004年3月9日     |                |
| 内閣官房長官               |      | イーゴリ・シュワロフ           | 2000年5月19日 - 2003年5月28日    | 前内閣より留任 |
| 内閣官房長官               |      | コンスタンチン・メルツリーキン | 2003年5月28日 - 2004年3月9日     |                |
| 対チェチェン共和国相       |      | ウラジーミル・エラーギン       | 2000年11月28日 - 2002年11月6日   |                |
| 対チェチェン共和国相       |      | スタニスラフ・イリヤソフ       | 2002年11月6日 - 2004年3月9日     |                |